# Дюльфер

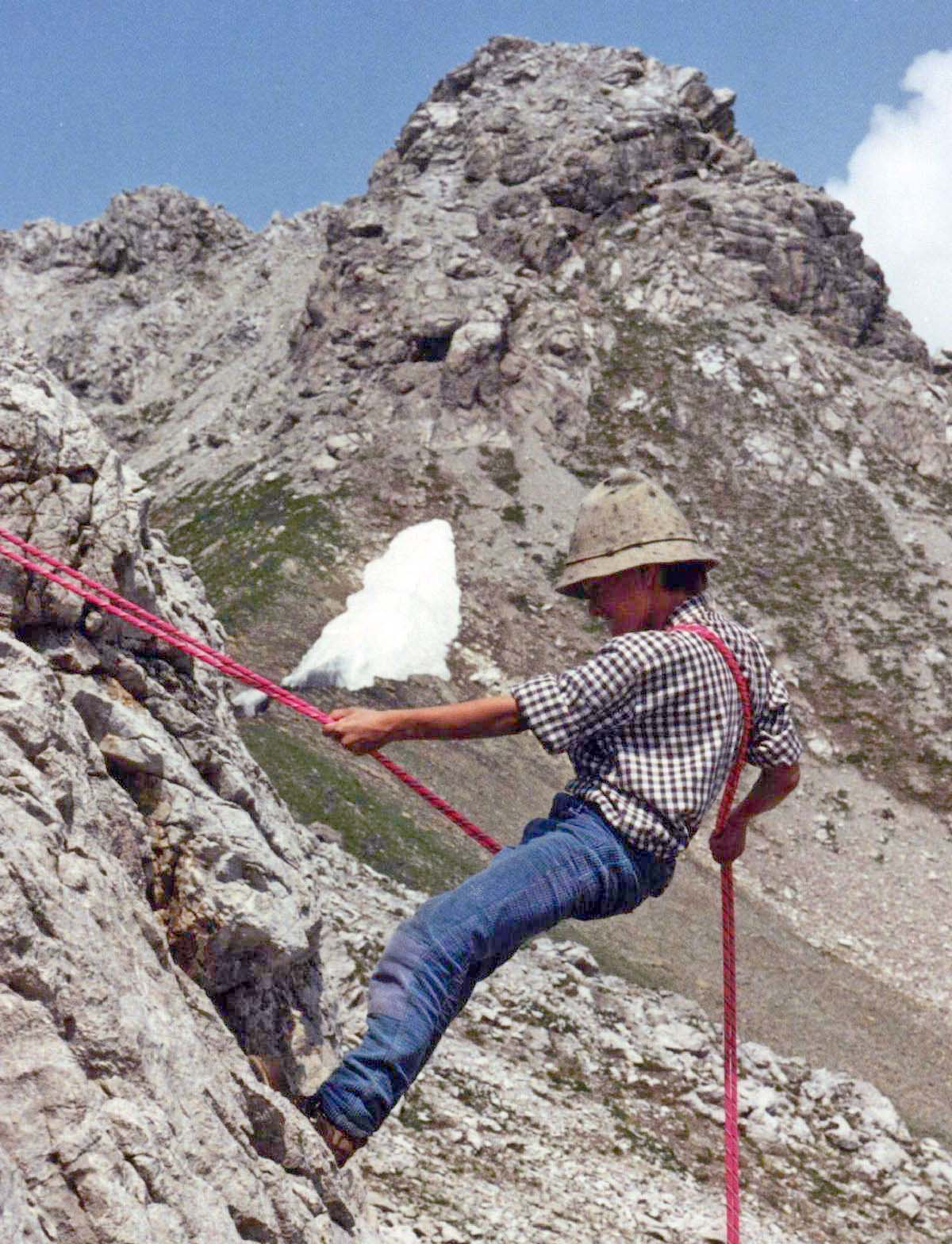
Спуск с горы методом Дюльфера

Дюльфер — один из относительно безопасных способов спуска по верёвке на крутых участках горного рельефа, предложенный и введённый в практику в начале XX века немецким альпинистом Гансом Дюльфером и получивший в его честь название «дюльферзиц», а в русскоязычной терминологии ставший апеллятивом для обозначения вообще спуска вниз с использованием верёвки. В настоящее время под термином «дюльфер» понимают в том числе спуск по верёвке с помощью специальных спусковых устройств: «восьмёрка», «лепесток», «решётка».

## Методика

### «Классический» способ

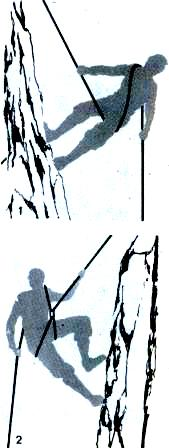
Спуск «дюльфером» классически (вверху) и с использованием карабина (внизу)

Согласно классическому способу Дюльфера, верёвку следует пропускать последовательно через бедро, плечо и локтевой сустав, используя последние как блок. Регулировку натяжения/скорости спуска осуществляют обеими руками. Чтобы остановить спуск достаточно только зажать верёвку рукой. Если же верёвку зажать локтевым сгибом, то одна из рук становится свободной и ею можно поправить снаряжение. Следует иметь в виду, что при этом спуске верёвка сильно режет бедро и плечо. Во избежание болевых ощущений следует в задний карман штормовки подложить скальный молоток (или древко ледоруба) и опустить его пониже, а на левое плечо под штормовкой положить рукавицу.
При наличии «беседки» и карабина вместо правой ноги верёвку проводят через карабин.
Самостраховку осуществляют схватывающим узлом, причём спусковая верёвка должна лежать под петлёй схватывающего узла, а петля самостраховки должна быть короче вытянутой руки, иначе в критической ситуации не справится со схватывающим узлом. На нижнем конце спусковой верёвки по соображениям безопасности обязательно должен быть завязан узел.

### Дюльфер со спусковым устройством
Сейчас спуск по верёвке проводят с помощью спусковых устройств: «восьмёрка», «гри-гри», «лепесток», «решётка», «десантер», «стоп». Верёвку проводят через тормозящее устройство, и скорость регулируют правой рукой в перчатке. При спуске надо следить, чтобы рука близко не подошла к спусковому устройству. После спуска, спусковое устройство из-за трения верёвки может быть горячим.

### «Австралийский» метод
Впервые был применён австралийскими специальными подразделениями. Суть метода в том, что «восьмёрку» пристёгивают к «беседке» сзади и спуск осуществляют лицом вниз. Скорость регулируют одной рукой, а свободная рука может держать оружие.

## Применение
Спуск по верёвке применяют:
- в альпинизме и скалолазании при спуске с крутых и отвесных скал;
- в спортивном туризме;
- в спелеотуризме;
- в промальпе;
- при спасательных мероприятиях;
- при военных и полицейских мероприятиях.

## Фотогалерея

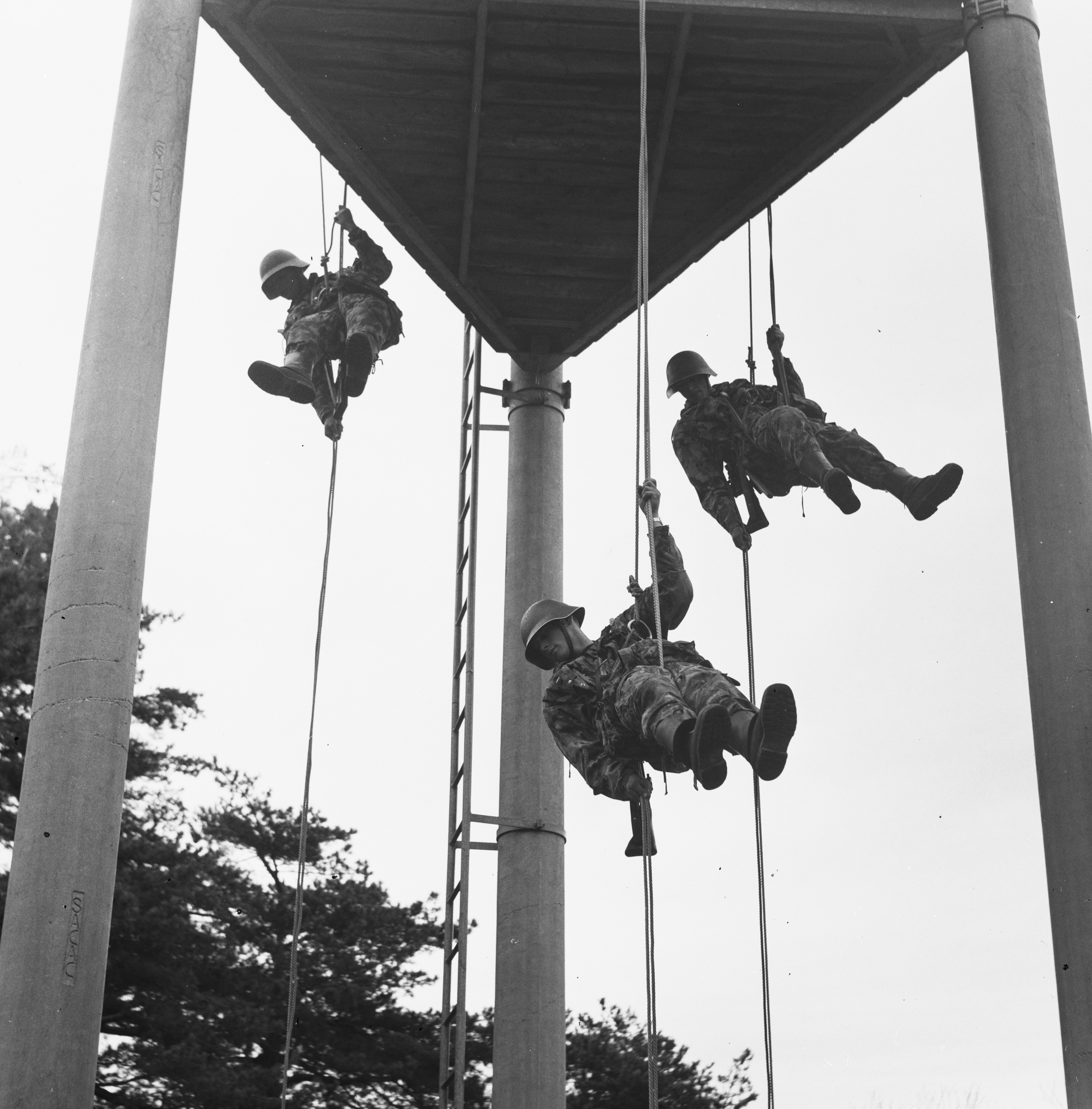
Спуск военного
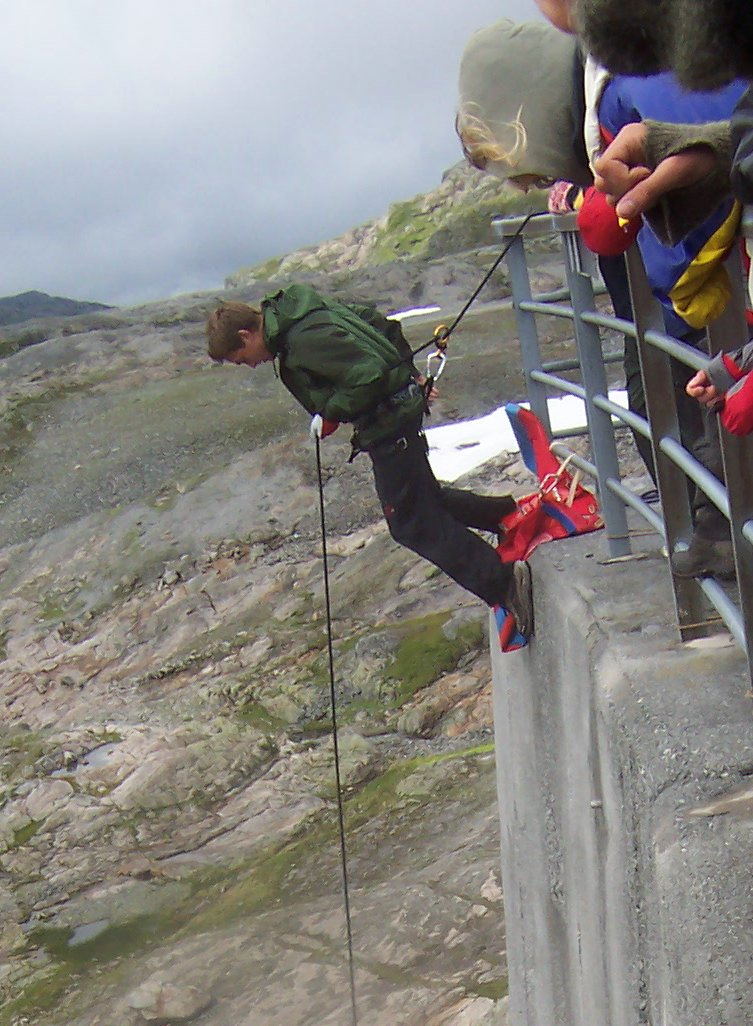
Дюльфер с «восьмёркой» — «австралийский» метод
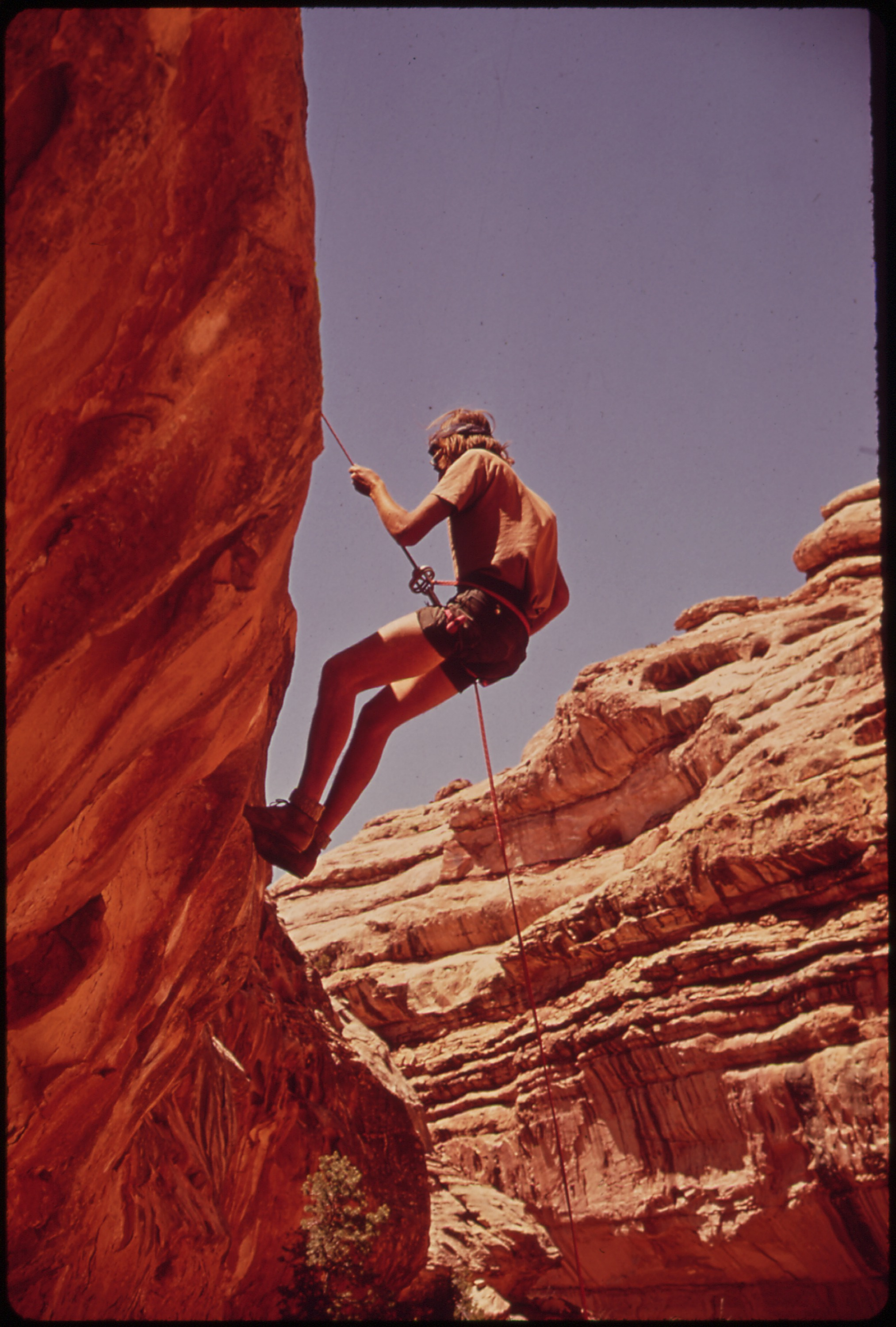
Комбинированное использование карабинов и «классического» метода для спуска